# 444
444 (CDXLIV na numeração romana) foi um ano bissexto do século V do Calendário Juliano, da Era de Cristo, teve início a um sábado e terminou a um domingo, as suas letras dominicais foram B e A (52 semanas). Segundo o horóscopo chinês, foi o ano do Macaco.
| Ano completo                      |
| --------------------------------- |
| Ano bissexto com início ao sábado |

## Mortes
| Data   | Nome                 | Profissão           | Nacionalidade | Nascimento | Observação | Ref |
| ------ | -------------------- | ------------------- | ------------- | ---------- | ---------- | --- |
| 27 jun | Cirilo de Alexandria | arcebispo e teólogo |               | 376        |            |     |